# Lista de lançamentos do Disney+ Premier Access

Logo da Disney+

Disney+ Premier Access é uma estratégia de lançamento premium para o provedor global de streaming de mídia de internet sob demanda, de propriedade e operado pela Disney. A opção Premier Access foi criada para garantir que as pessoas ainda pudessem acessar os principais lançamentos em áreas com cinemas fechados, devido à pandemia de COVID-19.
O primeiro filme lançado com Premier Access foi Mulan em 2020, que também foi o único sem lançamento simultâneo nos cinemas. Os filmes são lançados no Disney+ no mesmo dia de seu lançamento nos cinemas. Eles podem ser acessados com um pagamento único de US$29,99 (R$69,90 no Brasil, €22 em Portugal) antes de serem liberados pelo serviço para todos os assinantes em uma data posterior.

## Filmes
| Título                 | Gênero                            | Data de lançamento do Premier Access | Data de lançamento padrão no Disney+ | Duração          |
| ---------------------- | --------------------------------- | ------------------------------------ | ------------------------------------ | ---------------- |
| Mulan                  | Fantasia, aventura, drama         | 4 de setembro de 2020                | 4 de dezembro de 2020                | 1 hora, 55 min.  |
| Raya e o Último Dragão | Animação, fantasia, ação-aventura | 5 de março de 2021                   | 23 de abril de 2021                  | 1 hora, 47 min.  |
| Cruella                | Crime, comédia dramática          | 28 de maio de 2021                   | 27 de agosto de 2021                 | 2 horas, 14 min. |
| Viúva Negra            | Super-herói                       | 9 de julho de 2021                   | 8 de outubro de 2021                 | 2 horas, 13 min. |
| Jungle Cruise          | Fantasia, aventura                | 30 de julho de 2021                  | 12 de novembro de 2021               | 2 horas, 9 min.  |